# Emili Alzamora i Escardibul
Emili Alzamora i Escardibul   (Lleida, 22 de maig de 1973), conegut com a Emilio Alzamora, és un antic pilot de motociclisme català que va ser campió del món de 125cc el 1999. És, juntament amb Champi Herreros (campió del món de 80cc el 1989), l'únic campió del món a haver obtingut el títol sense haver guanyat cap Gran Premi durant la temporada.
Des de fa anys, Alzamora dirigeix l'equip Monlau de competició, pel qual han passat nombrosos campions com ara Marc Márquez, de qui Alzamora fou mànager fins al 2022.

## Carrera esportiva

### Primers anys
Alzamora va heretar la passió per les motocicletes del seu pare, antic participant en les 24 Hores de Montjuïc. La seva primera moto fou una Italjet de 50 cc i disputà la seva primera cursa amb una Honda MBX, a 14 anys i sense tenir encara carnet de conduir.
El 1989, a setze anys, es proclamà campió de Catalunya de 80cc i el 1990 guanyà el Critèrium Solo Moto 80cc, competició d'abast estatal per a pilots "júnior" patrocinada -entre d'altres- per l'empresa familiar, «Llanes Alzamora». Arran d'una gran actuació al posterior Superprestigio Solo Moto del circuit de Calafat, a la tardor el va fitxar l'equip oficial de JJ Cobas per a disputar el campionat d'Europa de 125cc el 1991. El 1992 va canviar a l'equip d'Aspar per tal de continuar competint al campionat d'Europa, on fou setè, però el 1993 es quedà sense equip i en va muntar un d'anomenat TMR per a competir al campionat d'Espanya la temporada següent, 1994.

### Mundial de 125 i 250cc

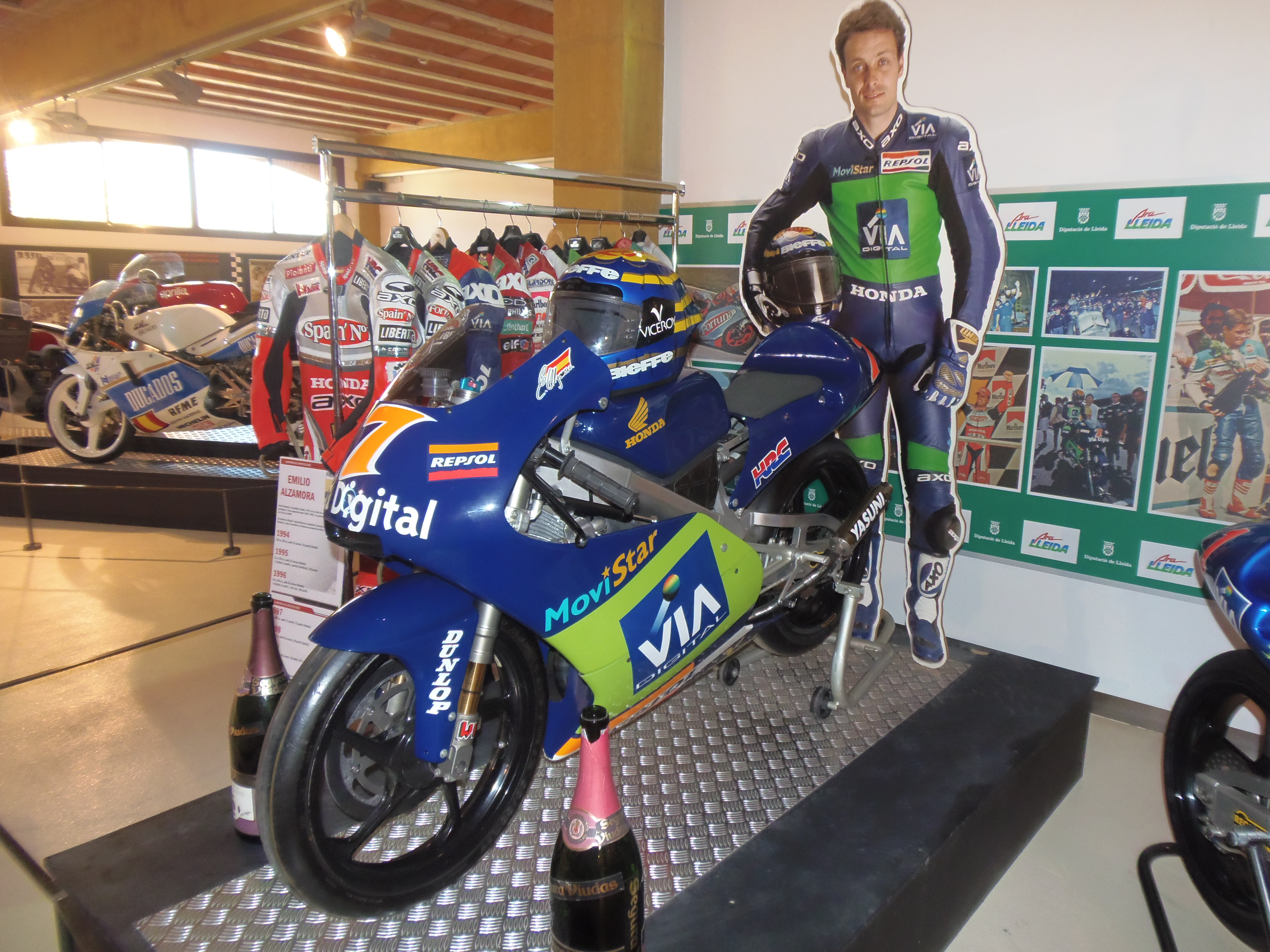
L'Honda 125 amb què guanyà el mundial el 1999

Després d'una actuació sorprenent a l'Open Ducados del circuit de Catalunya poc abans de començar la temporada del mundial de 1994, l'equip de l'antic campió del món Paolo Pileri el va fitxar per a competir al campionat de 125cc amb una Honda. Alzamora va acabar la seva primera temporada al mundial en la vint-i-dosena posició final.
El 1995, ara amb l'equip Scot, aconseguí la seva primera victòria en Gran Premi (concretament, el GP de l'Argentina) i acabà el mundial en tercer lloc. Aquell any guanyà també el campionat d'Espanya de 125cc.
Després d'acabar quart al mundial de 125cc de 1996, aconseguí una Honda NSR 250 per al 1997 i pujà així a la categoria de 250cc, on es muntà un equip a mida. Fou un any accidentat: caigué al Gran Premi del Japó i es va trencar l'escafoide de la mà esquerra. La recuperació fou lenta i no va poder progressar en la nova cilindrada, acabant la temporada en dissetena posició. La temporada següent, 1998, va passar a l'equip creat per Ángel Nieto pilotant una Aprilia 125cc, sense aconseguir destacar.
Després de dues temporades grises, el 1999 aconseguí el seu títol mundial, amb un sol punt d'avantatge sobre Marco Melandri. Guanyà el títol gràcies als 10 podis que assolí durant la temporada, superant així Melandri i Masao Azuma, tots dos amb cinc victòries. L'èxit d'Alzamora va quedar una mica eclipsat pel d'Àlex Crivillé, qui aquell mateix any es proclamà campió del món de la "classe reina", els 500cc. L'any següent, 2000, Alzamora provà de defensar el seu campionat amb l'Honda RS 125 oficial, però fou debades i acabà tercer. Malgrat tot, aconseguí dues victòries: al circuit de Jerez davant Mirko Giansanti i al Gran Premi de Portugal, on va guanyar sense fer cas de les indicacions de l'equip, només mirant les pantalles de televisió.

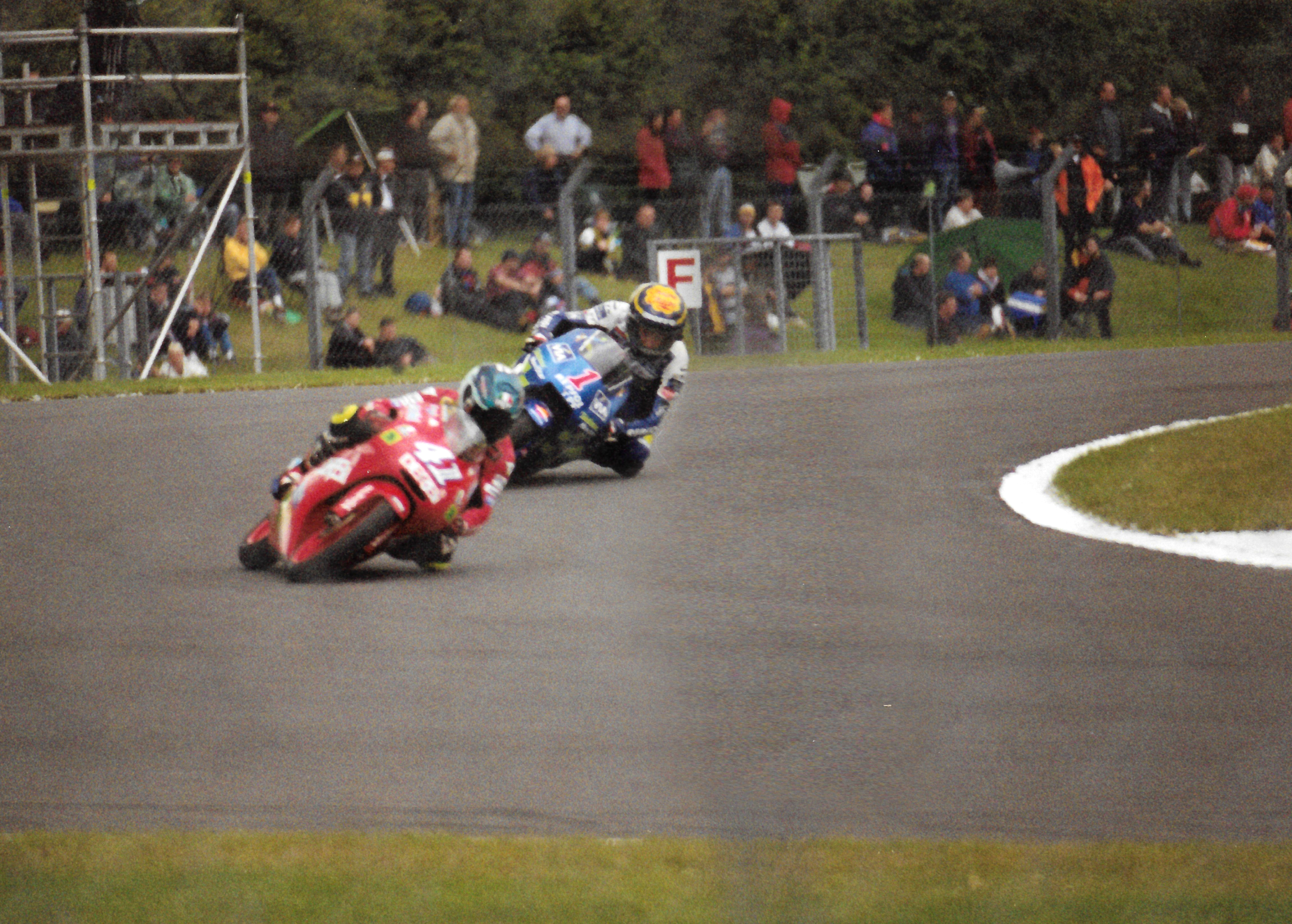
Alzamora darrere de Youichi Ui a Donington Park el 2000

El 2001 tornà a passar a la categoria de 250cc, amb l'equip Telefónica Movistar Honda, pilotant una de les dues NSR 250 oficials (l'altra la pilotava Daijiro Kato, ferm candidat al títol mundial). Alzamora comptava amb l'ajut d'Ángel Nieto i de Fausto Gresini, i finalment acabà la temporada en setena posició després d'obtenir dos podis. Aquest fou el mateix resultat que aconseguí el 2002 repetint amb el mateix equip.

### Retirada
De cara al 2003, acceptà l'oferta de Derbi per a pilotar una de les seves motos a la categoria de 125cc, però atesos els mals resultats obtinguts decidí retirar-se definitivament de la competició, cosa que anuncià en acabar la temporada, durant el Gran Premi de la Comunitat Valenciana.

## Promoció i joves promeses

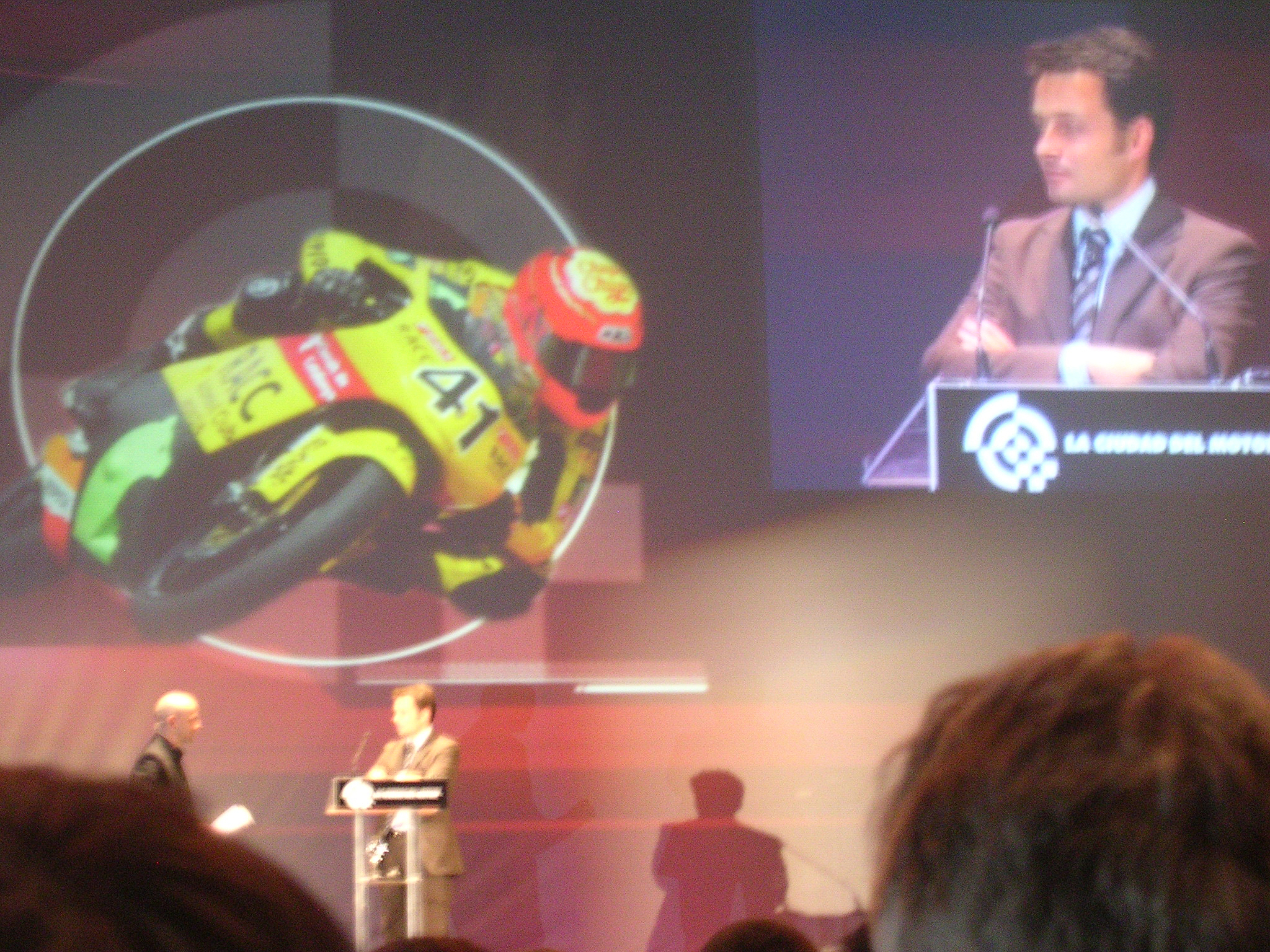
Alzamora en la presentació del futur Motorland Aragón el 2006

Després de la seva retirada, Alzamora no va abandonar la competició, ja que va començar a dirigir la fórmula de promoció del RACC i l'escuderia Monlau, que han permès destacar nombrosos joves pilots, entre ells els germans Márquez, Jorge Lorenzo, Toni Elías, Àlex Rins, Aleix Espargaró, Fabio Quartararo o Pecco Bagnaia.
Durant 17 anys (2005-2022), va dirigir la trajectòria i fou mentor dels germans Marc i Àlex Márquez. Va descobrir el germà gran quan tenia 12 anys i competia a la Copa RACC i el va guiar fins a la màxima categoria.

## Resultats al Mundial de motociclisme
Font:
Barem de puntuació de 1993 ençà:
| Posició | 1  | 2  | 3  | 4  | 5  | 6  | 7 | 8 | 9 | 10 | 11 | 12 | 13 | 14 | 15 |
| Punts   | 25 | 20 | 16 | 13 | 11 | 10 | 9 | 8 | 7 | 6  | 5  | 4  | 3  | 2  | 1  |

(Ids. Grans Premis | Llegenda) (Curses en negreta indiquen pole; curses en  itàlica indiquen volta ràpida)
| Any  | Categoria | Moto    | 1       | 2       | 3       | 4       | 5       | 6       | 7       | 8       | 9       | 10      | 11      | 12      | 13      | 14      | 15      | 16     | Pos. | Pts |
| ---- | --------- | ------- | ------- | ------- | ------- | ------- | ------- | ------- | ------- | ------- | ------- | ------- | ------- | ------- | ------- | ------- | ------- | ------ | ---- | --- |
| 1994 | 125cc     | Honda   | AUS     | MAL Ret | JPN 16  | ESP Ret | AUT 22  | GER 22  | NED 11  | ITA 18  | FRA Ret | GBR 22  | CZE Ret | USA 21  | ARG 5   | EUR Ret |         |        | 22è  | 16  |
| 1995 | 125cc     | Honda   | AUS 4   | MAL 23  | JPN 7   | ESP 7   | GER 3   | ITA Ret | NED Ret | FRA 7   | GBR 3   | CZE 10  | BRA 10  | ARG 1   | EUR 2   |         |         |        | 3r   | 129 |
| 1996 | 125cc     | Honda   | MAL 5   | INA Ret | JPN Ret | ESP 2   | ITA 7   | FRA 3   | NED 1   | GER 4   | GBR Ret | AUT Ret | CZE 5   | IMO 2   | CAT 4   | BRA 2   | AUS Ret |        | 4t   | 158 |
| 1997 | 250cc     | Honda   | MAL 7   | JPN DNS | ESP     | ITA Ret | AUT DNS | FRA     | NED Ret | IMO 10  | GER 10  | BRA 14  | GBR Ret | CZE 12  | CAT 12  | INA Ret | AUS Ret |        | 17è  | 31  |
| 1998 | 125cc     | Aprilia | JPN 21  | MAL 16  | ESP Ret | ITA 17  | FRA Ret | MAD Ret | NED Ret | GBR 14  | GER 5   | CZE Ret | IMO 13  | CAT 14  | AUS 21  | ARG DNS |         |        | 21è  | 18  |
| 1999 | 125cc     | Honda   | MAL 2   | JPN 3   | ESP 3   | FRA 3   | ITA 6   | CAT 2   | NED 4   | GBR 3   | GER 2   | CZE 6   | IMO 4   | VAL 2   | AUS 15  | RSA Ret | BRA 3   | ARG 2  | 1r   | 227 |
| 2000 | 125cc     | Honda   | RSA 3   | MAL 4   | JPN 5   | ESP 1   | FRA 3   | ITA 7   | CAT Ret | NED Ret | GBR 2   | GER Ret | CZE 3   | POR 1   | VAL 5   | BRA 8   | PAC 2   | AUS 4  | 3r   | 203 |
| 2001 | 250cc     | Honda   | JPN Ret | RSA 19  | ESP 6   | FRA 4   | ITA 6   | CAT 7   | NED 2   | GBR 4   | GER Ret | CZE 7   | POR Ret | VAL 4   | PAC 2   | AUS 6   | MAL Ret | BRA 7  | 7è   | 136 |
| 2002 | 250cc     | Honda   | JPN 4   | RSA 7   | ESP 3   | FRA 7   | ITA 11  | CAT 9   | NED Ret | GBR 12  | GER Ret | CZE     | POR 6   | BRA 7   | PAC 5   | MAL 8   | AUS 13  | VAL 3  | 7è   | 120 |
| 2003 | 125cc     | Derbi   | JPN Ret | RSA 23  | ESP 18  | FRA 19  | ITA Ret | CAT Ret | NED 21  | GBR Ret | GER Ret | CZE 21  | POR 19  | BRA Ret | PAC Ret | MAL 23  | AUS 14  | VAL 24 | 31è  | 2   |